# Nina Kandinsky

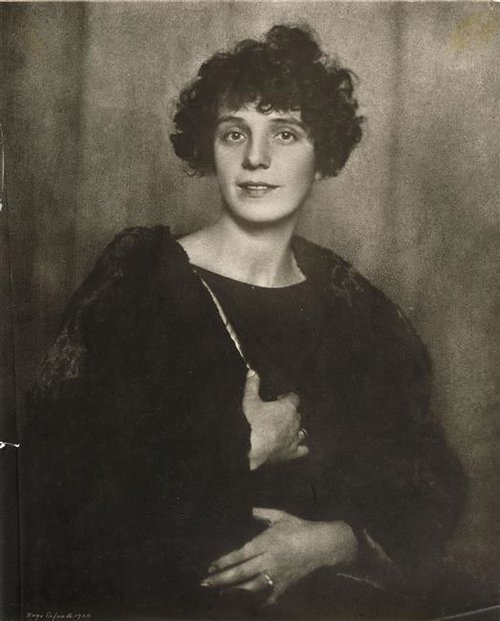
Nina Kandinsky (1924). Foto von Hugo Erfurth

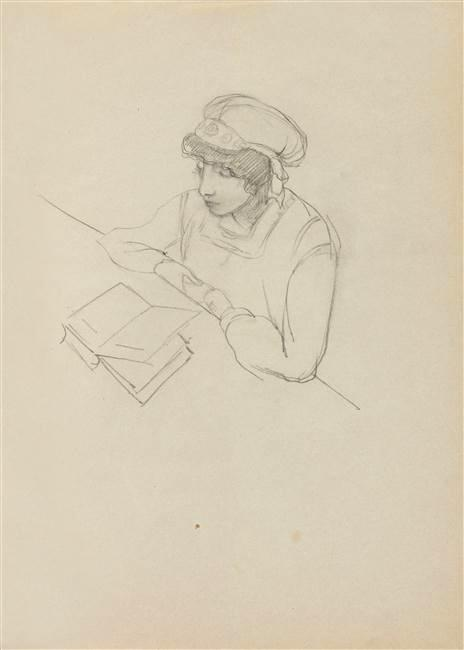
Wassily Kandinsky: Nina Kandinsky (1917)

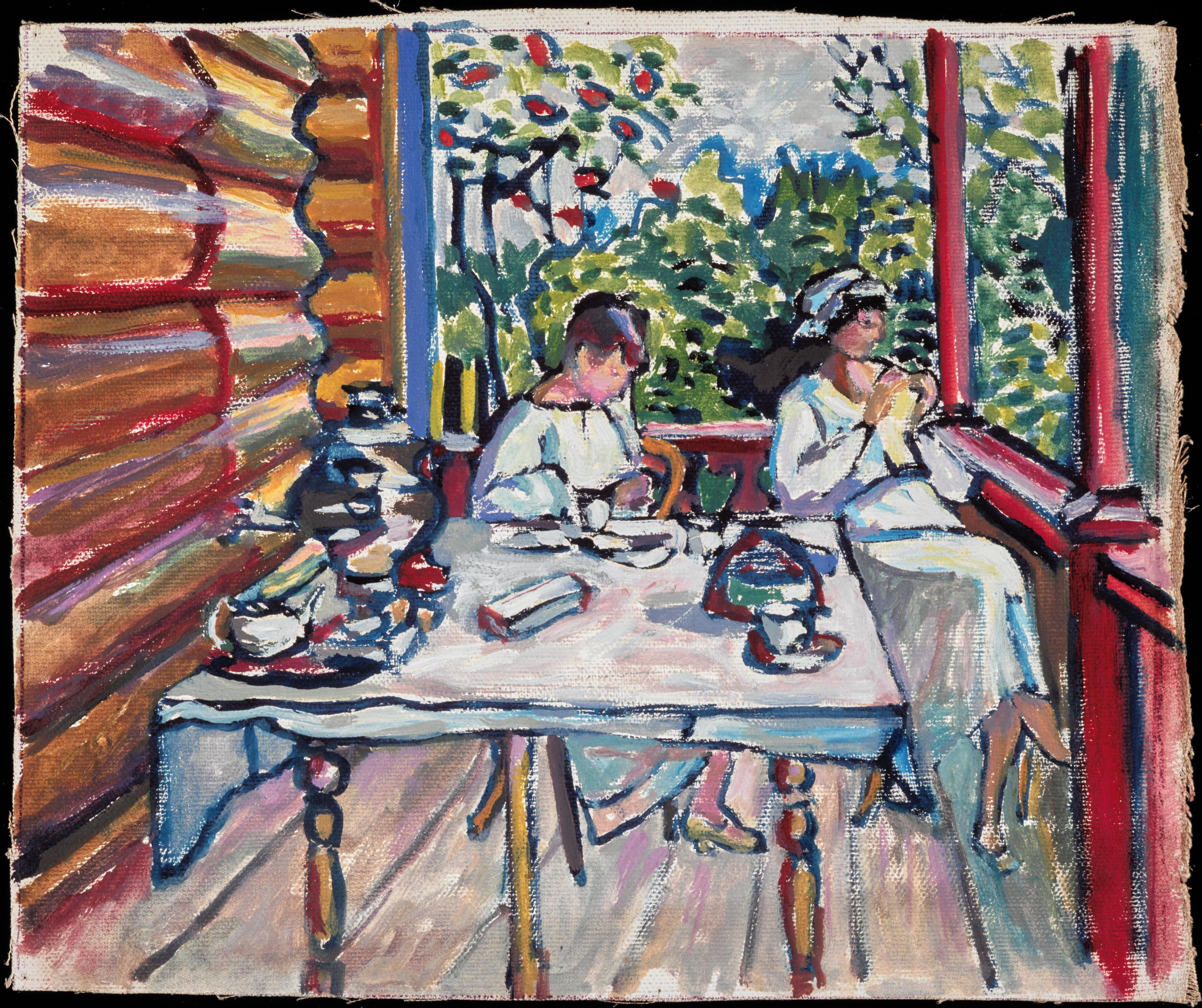
Wassily Kandinsky: Nina Kandinsky (rechts) und ihre Schwester auf dem Landsitz der Familie Abrikossow in Akhtyrka (bei Moskau) (1917)

Wassily Kandinsky: An die unbekannte Stimme (1916)

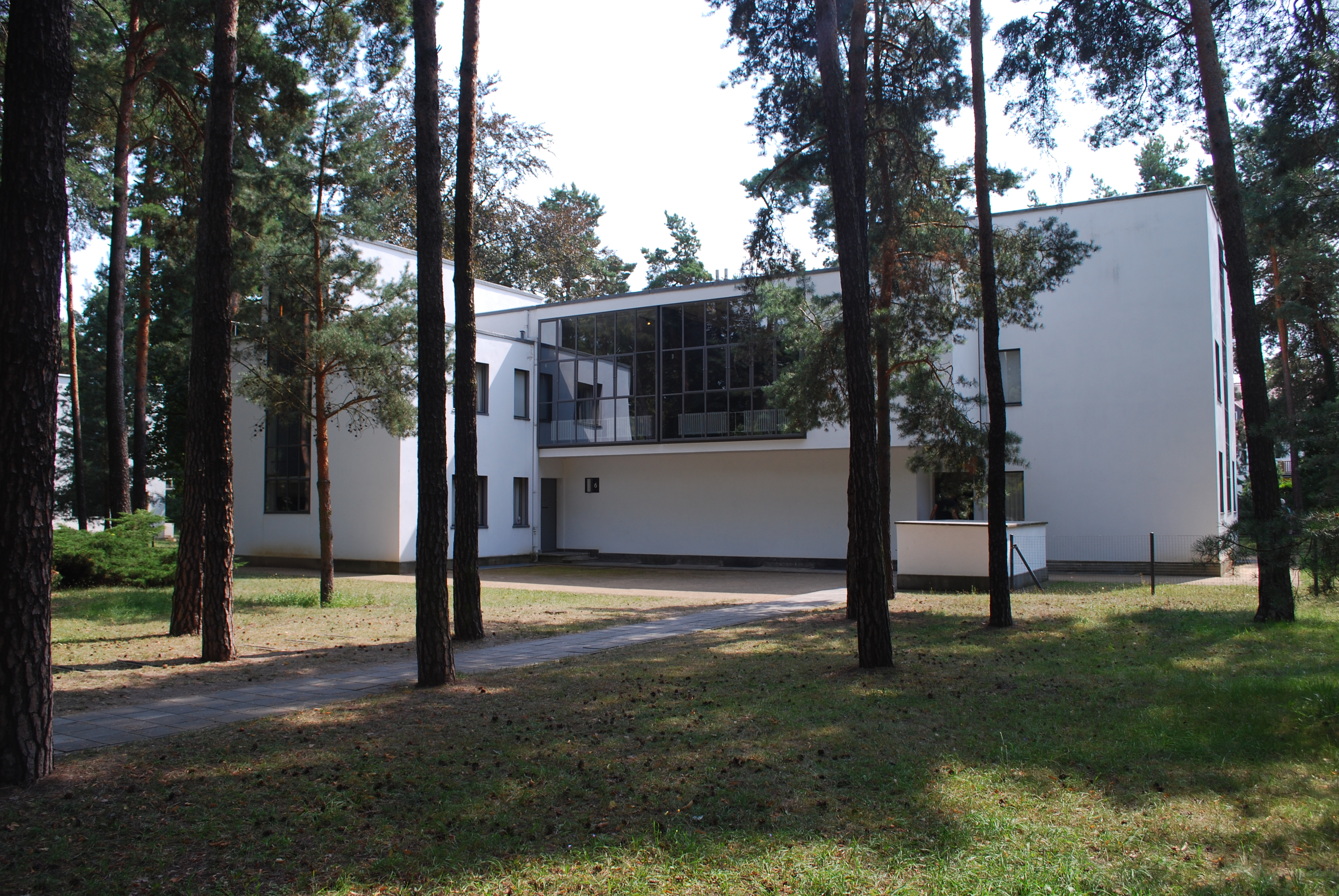
Wohnhaus von Klee und Kandinsky in der Meisterhaussiedlung.

Nina Kandinsky (russisch Нина Николаевна Андреевская, Nina Nikolajewna Andrejewskaja; * um 1896 im Kaiserreich Russland; † 2. September 1980 in Gstaad, Schweiz) war die zweite Ehefrau von Wassily Kandinsky und nach seinem Tod die Verwalterin seines Erbes.

## Leben
Nina Nikolajewna Andreevskaja hat ihr Geburtsdatum nie offenbart, laut Annegret Hoberg (2008) war sie 1916, als sie Kandinsky kennenlernte, zwanzig Jahre alt; sie war nach eigenen Angaben eine Tochter eines russischen Generals. Als sicher wird angesehen, dass sie niederem russischen Adel entstammte. Generäle oder auch schon untere Offiziersränge gehörten nach der russischen Rangtabelle immer dem Adelsstand an, und ein Generalmajor Wladimir Timofejewitsch Andrejewski (1792–1860) kommt wegen seiner Lebensdaten als Vater nicht in Betracht, wohingegen Nikolai Jefimowitsch Andrejewski (1822–1889) „nur“ Leitender Ministerialbeamter und Gouverneur von Kazan war. Ein Nikola Arkadjewitsch Andrejewskij war Dozent für römische Literatur und starb 1880. Im Jahr 1916 lernte sie den seit 1911 geschiedenen, wesentlich älteren  Maler Wassily Kandinsky in Moskau kennen, als dieser nach Ausbruch des Ersten Weltkriegs aus Deutschland in das Zarenreich zurückgekehrt war. Er hatte bei seiner überstürzten Abreise in die Schweiz zusammen mit seiner bis dahin langjährigen Lebensgefährtin Gabriele Münter seine Bilder in Deutschland zurücklassen müssen. Während Münter als Frau in der Kunst zeitlebens in künstlerischer Konkurrenz zu Kandinsky stand, konnte Nina mit der Unterlegenheit gegenüber Wassily umgehen und nahm ihre Rolle an Kandinskys Seite als „Nur-Gattin“ wahr. Nina und Wassily heirateten im Februar 1917; ihr einziges Kind, der Sohn Wsewolod, wurde 1917 geboren, starb aber bereits 1920.
Nina führte das 1916 entstandene Gemälde An die unbekannte Stimme auf Kandinskys erstes Telefonat mit ihr zurück.
Nach der Russischen Revolution war die zaristische Zensur abgeschafft worden, und die Künstler in Russland hatten zunächst neue Freiheiten. Als diese vom kommunistischen Regime eingeschränkt werden sollten, hatte Wassily Kandinsky schon eine Einladung von Walter Gropius erhalten, am Bauhaus in Weimar zu arbeiten. Mit der Ausreisegenehmigung der Sowjetregierung und wenig Gepäck traf das Ehepaar am 24. Dezember 1921 in Berlin ein. Im Juni 1922 übersiedelten sie nach Weimar, wo Kandinsky mit der Lehre am Bauhaus begann. Nach dem Umzug des Bauhauses nach Dessau waren sie Nachbarn der Familie Klee in der Meisterhaussiedlung.
Im Frühjahr 1928 erhielten sie die deutsche Staatsbürgerschaft. Als das Bauhaus aus politischen Gründen schließen musste, gingen sie 1932 mit Mies van der Rohe nach Berlin. Nach der Machtübergabe an die Nationalsozialisten 1933 emigrierten sie nach Frankreich und wohnten ab 1934 in Neuilly-sur-Seine. Sie versuchten, ehemaligen Bauhäuslern bei der Flucht aus Europa zu helfen; 1939 erhielten sie die französische Staatsangehörigkeit. Bei der deutschen Besetzung Frankreichs 1940 flohen sie nach Cauterets in die Pyrenäen und kehrten Ende August nach Paris zurück. Das Angebot von Varian Fry, über Marseille in die USA zu emigrieren, schlugen sie aus.
Wassily Kandinsky starb 1944, er hatte Nina Kandinsky als Alleinerbin eingesetzt. Sie seien in den 27 Jahren keinen Tag getrennt gewesen. Nina Kandinsky kümmerte sich fortan um den Nachlass und organisierte einen großen Teil der späteren Ausstellungen. 1946 stiftete sie den Prix Kandinsky zur Förderung junger Talente, der bis 1961 vergeben wurde. Nina Kandinsky nahm auf die Besetzung der Jury und die Preisvergabe Einfluss. Als in den 1950er Jahren auf dem Kunstmarkt die Preise für Kandinskys Bilder anzogen, führte sie aus Bildverkäufen finanziert ein luxuriöses Leben. In dieser Zeit verhandelte sie mit Münter um die Bilder, die seit 1915 in München geblieben waren; die beiden erreichten erst 1957 eine Einigung.
1958 gab Lothar-Günther Buchheim ein Buch über die Redaktionsgemeinschaft Der Blaue Reiter heraus, in dessen Zentrum Wassily Kandinsky stand. Die Entstehungsgeschichte des Buches habe Nina bei der Lektüre von Druckfahnen und Begutachtung der Bildauswahl noch mit Wohlwollen verfolgt. Da aber in dem Buch, aus einem anderen Werk zitierend, auch das Verhältnis von Wassily Kandinsky zu Gabriele Münter dargestellt wurde, der Kandinsky ein Eheversprechen gegeben habe, versuchte Nina Kandinsky, die weitere Verbreitung des bereits erschienenen Buchs zu verhindern. Die von der Presse als „Fluch der Witwe“ apostrophierte Auseinandersetzung wurde als Urheberrechtsprozess um die in dem Bildband dargebotenen Bildreproduktionen von 69 Kandinsky-Bildern geführt, den Nina bis zum BGH verhandeln ließ, und der 1973 entschieden wurde: Der Bildband wurde eingestampft, und Buchheim musste einen Schadenersatz leisten. Als weiteres Druckmittel verweigerte Nina die Freigabe von Bildern für Ausstellungen in Deutschland, es sei denn, die Ausstellungsmacher unterstützten sie in dem Streit. In einem Interview auf Deutsch 1963 mit Georg Stefan Troller erläuterte Nina Kandinsky ihre Haltung zu diesem Fall.
1976 veröffentlichte sie ihre Memoiren unter dem Titel Kandinsky und ich, sie erschienen zuerst in deutscher Sprache; Werner Krüger hatte den Text nach Tonbandaufzeichnungen zusammengestellt.
Nina Kandinsky sorgte testamentarisch dafür, dass der Hauptnachlass in der Wassily-Kandinsky-Stiftung im Musée National d’Art Moderne in Paris verwaltet wird, nachdem sie dem Museum vorher schon dreißig Bilder übergeben hatte.
Im September 1980 wurde Nina Kandinsky in ihrem Chalet „Esmeralda“ in Gstaad Opfer eines Raubmordüberfalls. Der Mord blieb unaufgeklärt. Nina Kandinsky wurde, wie Wassily, auf dem Cimetière nouveau in Neuilly-sur-Seine beerdigt. Der gemeinsame Grabstein trägt im Gegensatz zu Wassily Kandinskys Lebensdaten nicht die seiner Ehefrau Nina.
Nina Kandinsky hinterließ zum Zeitpunkt ihres gewaltsamen Todes ein Vermögen von rund 20 Millionen Schweizer Franken, ohne dass potentielle Erben bekannt gewesen wären. In einem Erbenermittlungsverfahren konnten in Frankreich Verwandte mütterlicherseits ausgemacht werden. Nach 1917 waren viele Angehörige des russischen Adels nach Frankreich emigriert, darunter auch Verwandte der späteren französischen Staatsangehörigen Nina Kandinsky. Väterlicherseits konnten keine berechtigten Erben ermittelt werden, weshalb die Hälfte von Nina Kandinskys Nachlass an den französischen Staat fiel.

## Schriften
- Kandinsky und ich. Unter Mitarbeit von Werner Krüger. Kindler, München 1976, ISBN 3-463-00678-2; als Taschenbuch: Droemer Knaur, München 1999, ISBN 3-426-72226-7.
- Kandinsky wie er lebt, in: Hommage à Wassily Kandinsky. Übersetzung Barbara Lindemann. Ebeling, Wiesbaden 1976, S. 95–100